# Neuroleon polyzonus
Neuroleon polyzonus är en insektsart som först beskrevs av Navás 1934.  Neuroleon polyzonus ingår i släktet Neuroleon och familjen myrlejonsländor. Inga underarter finns listade i Catalogue of Life.